# Taufkirchen (Erding)
Taufkirchen é um município da Alemanha, no distrito de Erding, na região administrativa de Oberbayern, estado de Baviera.